# Franklin (hrabstwo Cambria)
Franklin – miasto w Stanach Zjednoczonych, w stanie Pensylwania, w hrabstwie Cambria. Według danych z 2000 roku miasto miało 442 mieszkańców.